# Thomas Humphrey Paget
Thomas Humphrey Paget (* 13. August 1893 in Watford, Hertfordshire; † 1974 in Sussex) war ein britischer Bildhauer, Medailleur und Designer. Signatur: HP.

## Leben
Humphrey Paget stammte aus einer Künstlerfamilie und erhielt seine Ausbildung bei der Central School of Arts and Crafts und der Royal Academy, wo er das Landseer Scholarship Stipendium gewann. Nach dem Ersten Weltkrieg fiel er der Royal Mint auf nach seinem Erfolg im Designer-Wettbewerb für die Schwestern-Medaille der Bristol Royal Infirmary. Paget wurde danach ein herausragender Designer von Medaillen und Münzen und war ein Berater der Royal Mint für über 40 Jahre.
1942 heiratete er die Bildhauerin Winifred Turner. Sie lebten in Sussex, wo er im Jahr 1974 verstarb.

## Werke

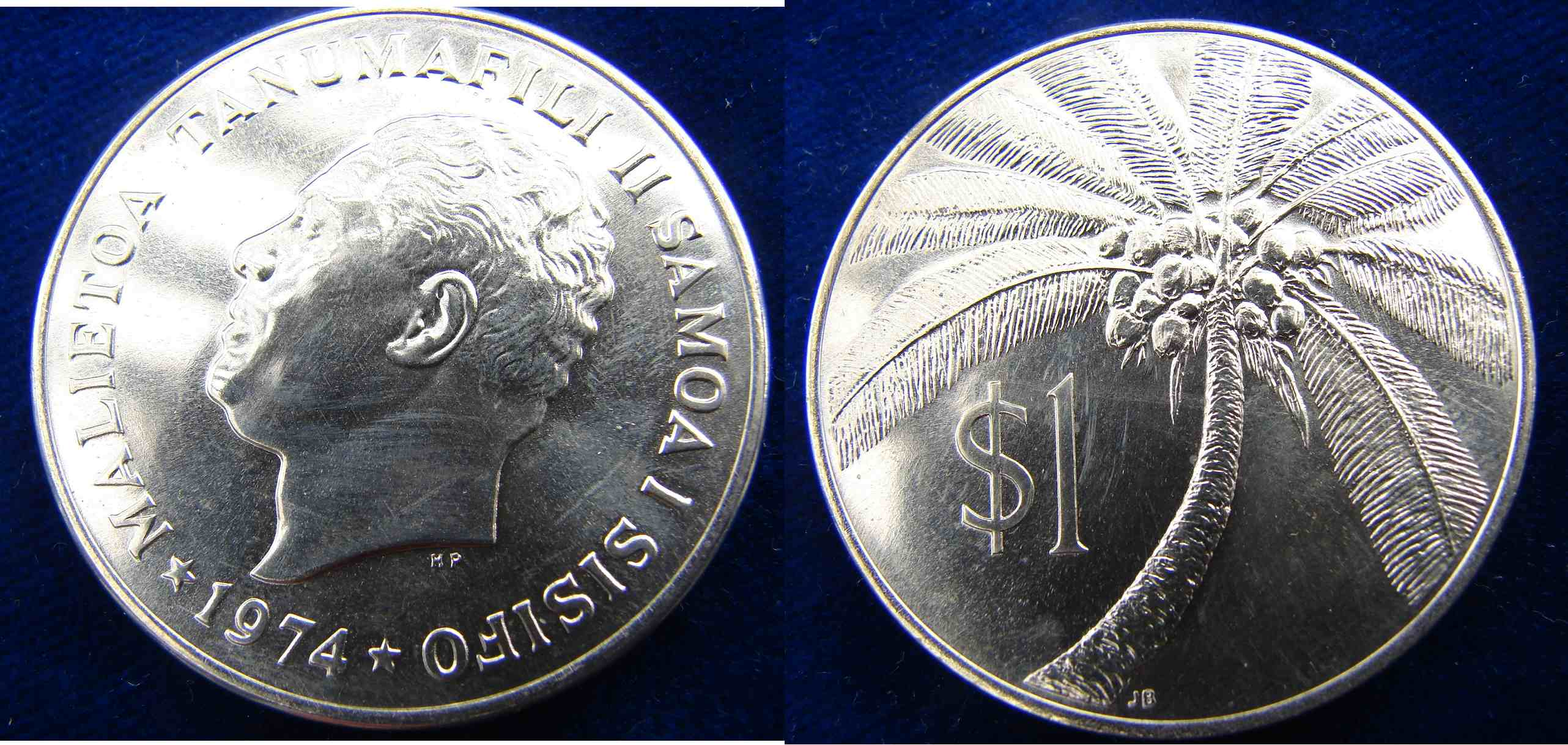
1-Tala-Münze aus West-Samoa (1974)

- 1936 nach dem Tod von Georg V Design der Vorderseite für die Münzen von König Edward VIII.
- 1936 nach der Abdankung von Edward VIII Design der Vorderseite für die Münzen von König Georg VI. Dieses Design wurde dann verwendet für viele andere Länder wie Kanada, Australien, Neuseeland.
- Nach dem Zweiten Weltkrieg schuf er Münzen, Medaillen und Staatssiegel für eine große Zahl von Ländern, auch außerhalb des Commonwealth.
- 1974 die Vorderseite der Münze von 1 Tala mit König Malietoa Tanumafili II von Samoa (hier abgebildet). Die Rückseite stammt von dem neuseeländischen Künstler James Berry.